# Takeshi Natori
Takeshi Natori var en japansk fotbollsspelare.